# Мажура Микола Миколайович
Мажура Микола Миколайович (8 червня 1972 — 30 січня 2023) — молодший сержант Збройних Сил України, учасник російсько-української війни, який загинув під час російського вторгнення в Україну.

## Життєпис
Микола Мажура народився 8 червня 1972 році в селі Малозахарине , Солонянського району, Дніпропетровської області. 
У 1979 р. розпочав навчання в Малозахаринській середній школі, яку закінчив 1989 року.
У 1990 році був призваний на строкову службу Солонянським ВВК Дніпропетровської області у В/ч п/п 44321 ЗГД, звідки був звільнений у запас у 1992 році.
По закінченню строкової служби влаштувався на металургійний комбінат Запоріжсталь на посаду слюсар-ремонтник мостових кранів.
У 1998 році одружився. Того ж року переїхав у село Страшевичі, Самбірського району, Львівської області, де працював в охоронній сфері. 
Захоплювався риболовлею та сільськогосподарською технікою був веселим та любив жартувати.
У 2015 році був призваний по мобілізації на військову службу і брав участь в АТО на сході України. У 2016 році був демобілізований зі служби за станом здоров'я .
З початком російського вторгнення в Україну у лютому 2022 року добровольцем став на захист України. Боровся проти держави-терориста у складі 125-ї окремої бригади територіальної оборони ЗСУ на посаді стрільця стрілецького відділення стрілецького взводу.
30 січня 2023 року в районі виконання бойового завдання за призначенням під час переміщення групи відбувся мінометний обстріл, внаслідок якого молодший сержант Мажура Микола отримав поранення несумісне з життям. Своїм тілом прикрив побратимів від смертельних осколків, взявши увесь удар міни на себе. 
Через неможливість здійснити евакуацію тіла було проведено ДНК експертизу, яка встановила факт загибелі.
16 травня 2023 року Миколу Мажура поховали з усіма військовими почестями у селі Страшевичі . 
Дружині полеглого вручили державний прапор та памʼятний лист від президента України.
У Миколи залишилися дружина та двоє дітей.

## Нагороди
В лютому 2024 року відповідно до указу Президента України №135/2023  Миколі Мажурі за особисту мужність і самовідданість, виявлені у захисті державного суверенітету та територіальної цілісності України, вірність військовій присязі було посмертно відзначено державною нагородою: орденом «За мужність» III ступеня.
В травні 2024 відповідно до указу Міністра оборони України №786 від 21 травня 2024 року відзначено медаллю "Захиснику України".